# 短頸龍屬
短頸龍屬（屬名：Brachauchenius）是種上龍類，生存於白堊紀的美國與哥倫比亞，約9000萬年前。短頸龍是已知北美洲最後出現的上龍類，估计身長約6至9公尺。
模式種是B. lucasi，生存於北美洲西部內陸海道，年代為白堊紀土侖階，約9350萬到8930萬年前。一個年代較古老的標本，發現於哥倫比亞的巴列姆階；在非菱龍科的上龍類中，巴列姆階與歐特里夫階之間有個化石紀錄的斷層，短頸龍是斷層後第一個出現的非菱龍科的上龍類。
模式標本（編號USNM 4989）是由查爾斯·斯騰伯格（Charles H. Sternberg）在1884年發現於堪薩斯州渥太華縣。頭顱骨長度約90公分。
短頸龍是由塞繆爾·溫德爾·威利斯頓（S.W. Williston）在1907年命名。在1952年，喬治·史登柏格（George F. Sternberg）在堪薩斯州拉塞爾縣的Fairport黏土層，發現一個更大的標本（編號FHSM VP-321），頭骨長度為1.7公尺，由肯尼思·卡彭特（K. Carpenter）敘述。在2005年，兩位科學家鑑定出這兩個堪薩斯州標本的地質年代。短頸龍的頭骨長度為90公分，身長約10公呎。短頸龍是已知北美洲最晚出現的上龍類。

## 外部連結
Oceans of Kansas Paleontology （页面存档备份，存于）